# Dizel-električni pogon
Dizel-električni pogon je način pogona lokomotiv, ladij, dumper tovornjakov in drugih vozil. Dizelski motor poganja električni generator, ki proizvaja enosmerni ali izmenični tok. Ta tok se potem porabi v električnem motorju, ki poganja vozilo. Pri dizel-električnem pogonu ni potrebna sklopka, v nekaterih primerih ni potreben tudi menjalnik.
Podmornice lahko uporabljajo dizelski motor z generatorjem za napolnitev baterij in potem plujejo pod vodo z električnim motorjem. Podobno je tudi hibridnih avtomobilih, lahko se uporablja tudi bencinski motor. Z dizelelektričnim pogonom so eksperimentirali tudi na tankih.
Električni motorji imajo prednost, ker lahko razvijajo velik navor tudi pri nizkih obratih. V nekaterih primerih npr. pri dizel-električnih lokomotivah, lahko trakcijski motor deluje kot generator in tako dinamično zavira vozilo. Če se proizvedeni električni tok ponovno uporabi se to imenuje regenerativno zaviranje, če pa električni tok spremeni v toploto v radiatorjih se to imenuje reostatično zaviranje.

## Izvedbe dizel-električnih pogonov
- Sprva so se uporabljali generatorji enosmernega toka (DC), ki so poganjali trakcijske motorje na enosmerni tok (DC) - te stroje bi lahko opisali ko "DC-DC"
- Kasneje s pojavom usmernikov z majhnimi izgubami, so enosmerne generatorje nadomestili alternatorji (generatorji izmeničnega toka). Izmenični tok iz alternatorjev se je v usmerniku pretvoril v enosmernega in poganjal trakcijske motorje na enosmerni tok (slednji se ni spremenil). S tem se je zmanjšalo vzdrževanje in povečala zanesljivost. Ta konfiguracija se imenuje "AC-DC"
- V 1990ih se pojavom IGBT ter pretvornikov frekvenc so ostali alternatorji, trakcijski motorji na izmenični tok pa so nadomestili enosmerne. Izmenični tok iz alternatorja, se je v usmerniku pretvoril v enosmernega in potem v pretvorniku frekvenc še enkrat v izmeničnega. Na prvi pogled nelogično, vendar je to potrebno, ker je hitorst indukcijskega motorja odvisna od frekvence in napetosti. Prednost tega načina je do 30% večja adhezija (v primeru vlakov) in precej manjše vzdrževanje in večja zanesljivost. Ta konfiguracija se imenuje "AC-AC"

## Primer dizelektričnih vozil in plovil
- Dumper tovornjaki Bucyrus MT6300AC, Komatsu 930E in Komatsu 830E
- Lokomotive AC6000CW, DDA40X, SD90MAC, Eurorunner
- Križarka razreda Oasis